# فرودگاه جزیره فلیندرز
فرودگاه جزیره فلیندرز (به انگلیسی: Flinders Island Airport) یک فرودگاه همگانی با کد یاتا FLS است که یک باند فرود آسفالت دارد و طول باند آن ۱۷۲۰ متر است. این فرودگاه در کشور تاسمانی قرار دارد و در ارتفاع ۱۰ متری از سطح دریا واقع شده‌است.

## شرکت‌های هواپیمایی و مقصدهای پروازی

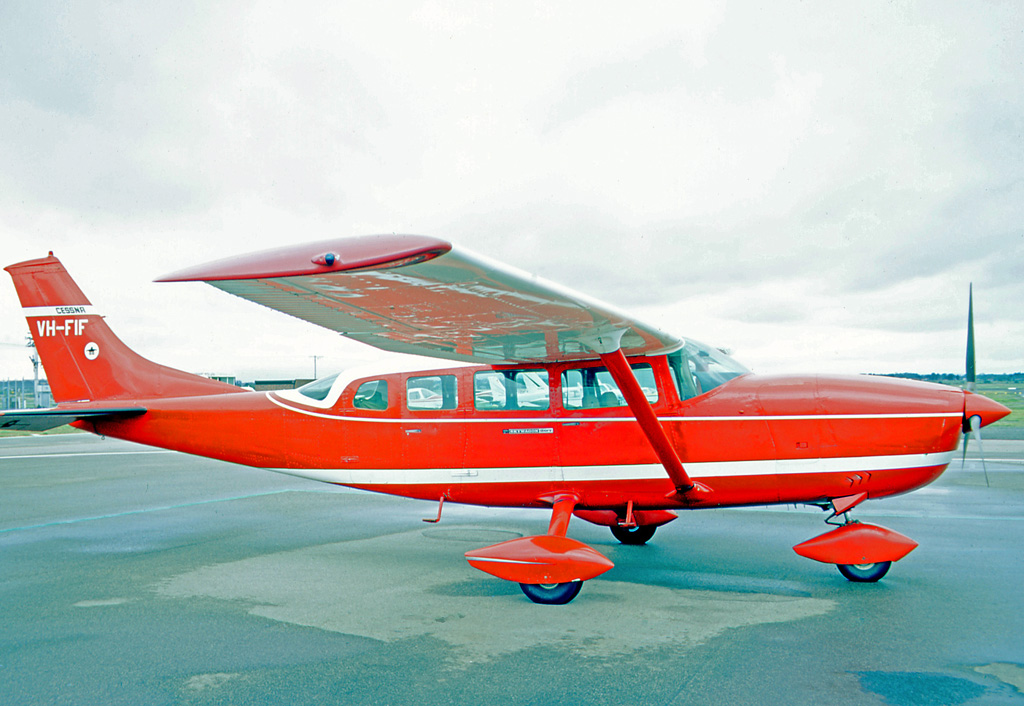
سسنا ۲۰۶ of Flinders Island Airways in January 1971

In the early postwar years, the airport was served by small passenger aircraft اجرا توسط Flinders Island Airways and serving the route from Melbourne's مورابین which is located to the southeast of the city.
| شرکت‌های هواپیمایی | مقصدهای پروازی   |
| ----------------- | ---------------- |
| شارپ ایرلاینز     | لانسستون، اسندون |